# 周汝勤
周汝勤（？—？年），字懋學，號改菴，河南汝宁府上蔡縣人，民籍。明朝政治人物。

## 生平
正德二年（1507年）丁卯科河南乡试舉人，正德九年（1514年）甲戌科二甲第九十四名進士，历官户部云南司署员外郎事主事，榷江西九江钞关。嘉靖二年（1523年）二月升陕西按察司佥事，五年十一月升四川按察司副使。